# Solange Doumic
Solange R. Doumic, née le 14 avril 1969 dans le 14e arrondissement de Paris, est une avocate française.
Pénaliste, elle est ancien premier secrétaire de la Conférence des avocats du barreau de Paris, ancien membre du Conseil de l'Ordre des avocats de Paris, membre du Conseil National des Barreaux et membre du Comité d’éthique du Barreau de Paris.

## Biographie

### Famille
Solange Patricia Artémise Marie René Doumic naît le 14 avril 1969 dans le 14e arrondissement de Paris.

### Formation et concours d’éloquence
Après des études au Cours Desir puis au lycée Notre-Dame de Sion, Solange R. Doumic poursuit des études supérieures à l'université Panthéon-Assas ; elle obtient un diplôme d'études approfondies (DEA) de droit privé général en 1992 et le certificat d'aptitude à la profession d'avocat en 1993 (CAPA)>.
Elle participe à différents concours d'éloquence, et après avoir été deuxième à la Coupe Libersa remporte le prix Berryer en 1993. Elle obtient le prix César Campinchi en 1994, les prix Bâtonnier Maurice Alléhaut, Albert Laval, Charles Lachaud et Jean-Louis Foy en 1995, le prix de la Fédération nationale des unions des jeunes avocats en 1999.

### Carrière professionnelle
De 1992 à 1994, elle est chargée de travaux dirigés à l'université Panthéon-Assas[réf. nécessaire]
Avocate au barreau de Paris depuis 1994 (elle prête serment le 17 janvier 1994), elle est élue première secrétaire de la Conférence du barreau de Paris pour l’année 1995. Elle devient ainsi la sixième femme Premier secrétaire.
En novembre 1995, elle prononce à la rentrée du barreau l'éloge de l’avocat Jean-Louis Tixier-Vignancour, discours salué par Jacques Toubon, alors Garde des Sceaux.
En 2000, elle fonde le cabinet Doumic Avocats. En 2020, elle s'associe à l'avocate Alix de Saint Germain ; le cabinet se spécialise en droit de la presse, droit social, droit pénal et droit pénal des affaires.
De 1996 à 1999, Solange R. Doumic a été membre de la Commission Permanente de l’UJA (Union des Jeunes Avocats) de Paris et elle est depuis 1998 Secrétaire générale de l’Association des Secrétaires et Anciens secrétaires de la Conférence des avocats du barreau de Paris.
En 2020, elle est élue en tête membre du Conseil de l'Ordre du barreau de Paris (mandat de trois ans, pour les années 2021 à 2023) en binôme avec le bâtonnier Frédéric Sicard. Elle y sera en 2021 membre de l’Instruction disciplinaire et membre de la Commission secret professionnel et elle siègera à la Commission pluridisciplinaire des mesures de sûreté ; en 2022, elle est nommée Secrétaire de l’Instruction disciplinaire de l’Ordre des avocats du barreau de Paris ; en 2023 elle est Secrétaire du Pôle relation avec les juridictions, Secrétaire du pôle Défense des libertés fondamentales et des droits humains, déléguée aux perquisitions et déléguée au Contrôle des lieux de privation de liberté.
Depuis 2022, elle est Présidente de l’Institut de droit pénal du Barreau de Paris.
Elle est membre du Conseil National des Barreaux depuis décembre 2023.
Solange R. Doumic est également membre de l’Association des Avocats pénalistes et membre du Comité d’éthique du Barreau de Paris.

## Principales affaires judiciaires
En juillet 1995, Solange R. Doumic défend devant la Cour d’Assises de Paris spécialement composé Max Frérot, grand artificier d’Action Directe, lors du dernier procès du groupement.
En mai 1998, face à l’avocat général Philippe Bilger elle assure la défense de l'accusé du meurtre de Brahim Bouraam commis le 1er mai 1995.
Elle intervient dans plusieurs affaires qui défraient la chronique, notamment l'affaire Guy Georges, où elle est aux côtés de Me Pierre Haïk l’avocat de la famille de la première victime et où elle provoque en partie civile les aveux du tueur de l'Est parisien, condamné à perpétuité en 2001 ,,.
Régulièrement chargée de la défense de mis en examen ou de prévenus dans nombre de procès sensibles, elle défend également certaines familles de victimes notamment lors des attentats du 13 novembre 2015 et de l’attentat de Nice du 14 juillet 2016.
Elle défend également les victimes de Mgr Mansour Labaky, condamné pour viols sur mineurs à la peine de 20 ans de réclusion criminelle par la Chambre Criminelle de Caen en novembre 2021.
En 2019, lors de l'affaire France Télécom, elle défend Guy-Patrick Cherouvrier DRH France et obtient sa relaxe en appel en 2022. Il s'agit du premier procès d'une entreprise du CAC 40 pour harcèlement moral.
En 2020, elle défend Mgr Luigi Ventura,.
En 2021, à la suite d’Éric Dupond-Moretti devenu Garde des Sceaux, est chargée avec Me Antoine Vey d'assurer la défense de Georges Tron, homme politique français et maire de Draveil, accusé d’agressions sexuelles et de viols,.
Dans l’affaire de Hippodrome de Compiègne, elle obtient en 2021 et après six ans de lutte judiciaire la confirmation du non-lieu prononcé en 2015.
Elle est l'avocate de la Directrice des Ressources dans l’Affaire Bygmalion, du DAF du MoDem dans le procès des assistants parlementaires ou du directeur général opérationnel de Lafarge,.

## Cinéma
En 2014, son rôle est interprété par Alexia Barlier dans le film L'Affaire SK1, qui place l'intrigue au cœur de la traque du tueur en série Guy Georges dans les années 1990.

## Documentaires
En 2018, Solange R. Doumic participe au podcast Au cœur du crime de L'Obs, elle y raconte les aveux de Guy Georges.
EN 2021, elle intervient dans Les Femmes et l’Assassin,, documentaire réalisé par la journaliste Patricia Tourancheau et diffusé par Netflix.